# Dendropsophus bokermanni
Espèce
Synonymes
- Hyla bokermanni Goin, 1960
- Hyla rondoniae Bokermann, 1963

Statut de conservation UICN

 LC  : Préoccupation mineure
Dendropsophus bokermanni est une espèce d'amphibiens de la famille des Hylidae.

## Répartition
Cette espèce se rencontre entre 100 et 800 m d'altitude dans le haut bassin de l'Amazone en Colombie, en Équateur, au Pérou et au Brésil,.

## Étymologie
Cette espèce est nommée en l'honneur de Werner Carl August Bokermann.

## Publication originale
- Goin, 1960 : Description of a new frog of the genus Hyla from northwestern Brazil. Annals and Magazine of Natural History, vol. 13, p. 721–724.